# Peder Pawel Nielsen
 Der er flere personer med dette navn, se Peder Nielsen.
Peder Pawel Nielsen (13. september 1988) er en dansk atlet (trespringer). Han er medlem af Sparta Atletik, tidligere Aarhus 1900.
Peder Nielsen er søn af den tidligere længdespringer Renata Pytelewska Nielsen og Dansk Atletik Forbunds nuværende leder af Elitekraftcenter Vest, Lars Nielsen, som tidligere også fungerede som Peders træner. Peder er siden flyttet fra hjembyen Aarhus, til København, ligesom tvillingebror Mikkel Nielsen. Her træner han under Anders Møller.
Ved siden af træningen arbejder Peder som byggetekniker/bygningskonstruktør på tegnestuen Christensen & Co. på Nørrebro i København.
Peder Nielsens kæreste er stangspringeren Iben Høgh-Pedersen.

## Internationale mesterskaber
- 2011 EM inde 20.plads trespring 15,97

## Internationale ungdomsmesterskaber
- 2007 U-20 EM 20.plads trespring 15.15
- 2007 U-20 Nordiske Mesterskaber  Sølv trespring 15,41
- 2009 U-23 EM 19.plads trespring 15.64

## Danske mesterskaber
- Sølv 2006 højdespring 1,94
- Sølv 2006 trespring 14,71
- Bronze 2007 trespring inde 14,73
- Sølv 2008 trespring
- Sølv 2008 trespring inde
- Guld 2009 trespring 15.65
- Sølv 2010 trespring 16,04
- Guld 2010 trespring inde 15,71
- Sølv 2011 trespring inde 16,22
- Sølv 2011 trespring 16,49
- Guld 2012 trespring inde 16,49
- Sølv 2012 trespring 15,64
- Sølv 2013 trespring inde 16,13
- Guld 2013 trespring 15,91
- Sølv 2014 trespring inde 15,47

## Personlige rekorder
- Trespring: 16,73 (2012)
- Trespring- inde: 16,49 (2012)
- Længdespring: 7,44 (2011)
- 100 meter: 10,93 (2011)